# Zečica
Zečica (ljubljenica; lat. Phyteuma) je biljni rod trajnica iz porodice zvončikovki, dio tribusa Campanuleae.
Rod je raširen po velikim dijelovima Europe, a pripada mu dvadesetak vrsta trajnica, od kojih u Hrvatskoj raste nekih 9, a navedene su uz njihove latinske nazive..  Dinarska zečica podvrsta je okruglaste zečice, lat. joj je naziv P. orbiculare subsp. orbiculare,  a sinonim Phyteuma pseudorbiculare Pant.

## Vrste
1. Phyteuma betonicifolium Vill.; čistačnolisna zečica
2. Phyteuma charmelii Vill.
3. Phyteuma comosum L.
4. Phyteuma confusum A.Kern.
5. Phyteuma cordatum Balb.
6. Phyteuma gallicum Rich.Schulz
7. Phyteuma globulariifolium Sternb. & Hoppe
8. Phyteuma hedraianthifolium Rich.Schulz
9. Phyteuma hemisphaericum L.
10. Phyteuma humile Gaudin
11. Phyteuma michelii All.
12. Phyteuma monocephalum (Trautv.) Pavlov
13. Phyteuma nigrum F.W.Schmidt; crna zečica
14. Phyteuma orbiculare L.; okruglasta zečica
15. Phyteuma ovatum Honck.
16. Phyteuma persicifolium A.DC.; Calbruknerova zečica (sin. Phyteuma zahlbruckneri)
17. Phyteuma pinnatum L.
18. Phyteuma regelii Trautv.
19. Phyteuma scheuchzeri All.; gorska zečica
20. Phyteuma scorzonerifolium Vill.
21. Phyteuma serratum Viv.
22. Phyteuma sewerzowii (Regel) comb.ined.
23. Phyteuma sieberi Spreng.;  Sieberova zečica
24. Phyteuma spicatum L.; klasasta zečica
25. Phyteuma tetramerum Schur
26. Phyteuma trichocalycinum (Ten.) Tanfani
27. Phyteuma vagneri A.Kern.
28. Phyteuma ×adulterinum Wallr.
29. Phyteuma ×huteri Murr
30. Phyteuma ×obornyanum Hayek
31. Phyteuma ×orbiculariforme Domin
32. Phyteuma ×pyrenaeum Sennen